# Traganum moquinii

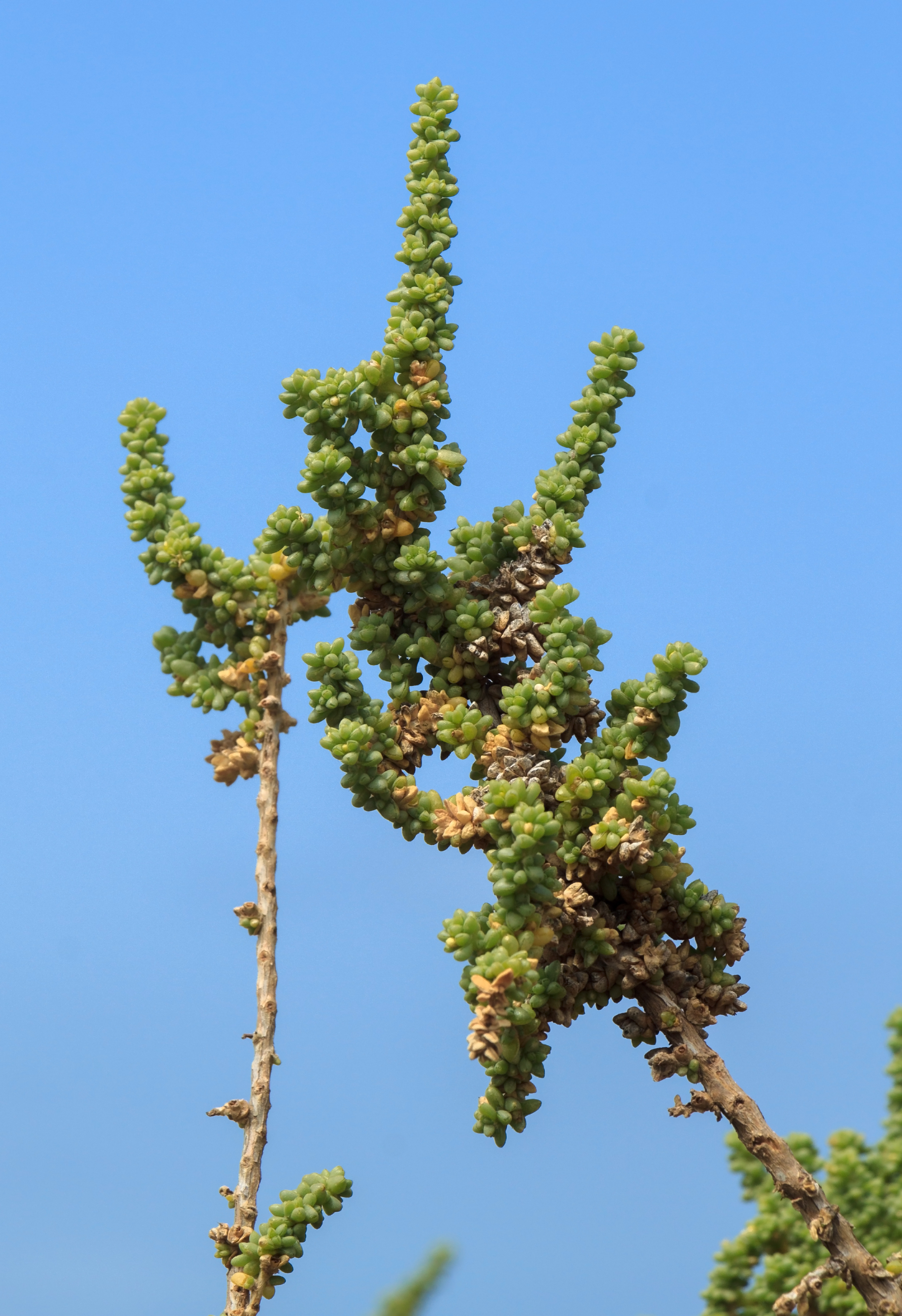

Traganum moquinii är en amarantväxtart som beskrevs av Philip Barker Webb och Horace Bénédict Alfred Moquin-Tandon. Traganum moquinii ingår i släktet Traganum och familjen amarantväxter. Inga underarter finns listade i Catalogue of Life.